# قرار مجلس الأمن التابع للأمم المتحدة رقم 488
قرار مجلس الأمن التابع للأمم المتحدة رقم 488، المعتمد في 19 حزيران / يونيو 1981، بعد التذكير بالقرارات 425 (1978)، 426 (1978)، 427 (1978)، 434 (1978)، 444 (1979)، 450 (1979)، 459 (1979)، 467 (1980)، 474 (1980) و483 (1980) بالنظر إلى تقرير الأمين العام عن قوة الأمم المتحدة المؤقتة في لبنان (يونيفيل)، أشار المجلس إلى استمرار الحاجة للقوة بالنظر إلى الوضع بين إسرائيل ولبنان.
ومضى القرار لتمديد ولاية اليونيفيل حتى 19 كانون الأول 1981، مثنياً على العمل الذي قامت به القوة في المنطقة. وجدد دعمه لجهود التنمية في لبنان وطلب مساعدة الحكومة اللبنانية.
تم تبني القرار بأغلبية 12 صوتاً، بينما امتنعت ألمانيا الشرقية والاتحاد السوفيتي عن التصويت، ولم تشارك الصين.